# Ulpià
|  | Per a altres significats, vegeu «Ulpià (desambiguació)». |

Domici Ulpià (en llatí, Gnaeus Domitius Annius Ulpianus) (Tir c. 170 - Roma, c. 228) va ser un jurista romà d'origen fenici, magister libellorum i prefecte del pretori de l'emperador romà Alexandre Sever.

## Antecedents històrics
La data de naixement d'Ulpià és desconeguda, tot i que sol situar-se a l'entorn de l'any 170, a l'antiga ciutat fenícia de Tir. El període de producció de la seva literatura jurídica està comprès entre 211 i 222, particularment durant el mandat de l'emperador Caracal·la (211-217).
La seva carrera pública era paral·lela a la del seu rival Juli Paule. Va ser assessor del seu mestre Papinià, quan aquest exercí la prefectura del pretori.
Després de l'homicidi de Papinià, l'any 212 i la persecució contra els simpatitzants de Publi Septimi Geta, decidí retirar-se a la vida privada, època en què redactà la major part de les seves obres jurídiques, dedicant-se en especial a compondre comentaris dogmàtics complexes i monografies de divulgació.
Durant el govern d'Elagàbal va ser expulsat de Roma, segons Scriptores Historiae Augustae, només per ser un bon home (bonus vir). L'any 222, en ser elegit Alexandre Sever com a emperador pogué retornar i va ser cridat a participar en el govern per recomanació de Júlia Mamea, com a assessor i després com a prefecte del pretori, però llavors l'emperador a petició també de Júlia Mamea va nomenar Ulpià com a col·lega de Flavià i Crest, però en la pràctica n'era el cap, i els dos pretorians van començar a conspirar. Descoberts, Flavià i Crest van ser executats.
El seu programa, que cercava reduir els privilegis concedits per Elagàbal a la Guàrdia Pretoriana, a fi d'augmentar el control sobre l'estament militar, li provocà l'enemistat d'aquesta i un intent d'homicidi. Finalment, va ser assassinat a palau, en una revolta que enfrontava els soldats i la multitud, probablement el 228.

## Obres
Entre les seves obres destaquen els comentaris ad Sabinum (sobre el ius civile) en 51 llibres, ad Edictum (sobre l'edicte del pretor) en 81 llibres més (així com dos llibres més ad aedilium curulium com a apèndix).
També va escriure diversos textos sobre les atribucions de magistrats i funcionaris imperials, així, entre d'altres, 19 llibres de officio proconsulis, 3 llibres de oficio consulis i diversos textos en un sol llibre (libri singulares) sobre l'ofici del qüestor, del praefectus urbi i del praefectus vigilum. a més, redactà 2 llibres de Responsa (comentaris sobre casos reals), 10 de Disputationes, 7 de Regulae (sobre regles) i unes Institutiones en 2 llibres.
De les seves obres, se'n conserven només alguns passatges inclosos al Digest i en certes col·leccions privades i oficials, entre altres: els Fragmenta iuris Romani Vaticana conservat en un còdex del segle iv de la Biblioteca del Vaticà, descobert el 1820 pel cardenal Angelo Mai. Un papir de la Biblioteca de Viena descobert per Endlicher el 1835, amb fragments del primer llibre de les Institutiones; i un pergamí de la Biblioteca d'Estrasburg, amb passatges de les Disputationes.

## Importància
Tot i no tenir el talent i l'originalitat de Papinià, la seva tasca es dirigí a assolir la més completa i minuciosa recopilació del dret vigent a la seva època (com també ho va fer Juli Paule). Dels seus escrits s'ha dit que, tot i ser monòtons, al seguir les seves fonts al peu de la lletra (Ulpià rarament expressava les seves pròpies opinions), tenien un estil clar i senzill, cosa que li permeté convertir-se en els segles posteriors el més popular dels juristes.
Va ser inclòs, juntament amb Gai, Juli Paule, Modestí i Papinià, en la llei de cites de 426, que regulava la recitatio de les obres dels juristes davant dels tribunals (és a dir, quins juristes podien ser invocats i els criteris per a la decisió del jutge davant d'opinions diverses d'aquests).
La seva activitat expositiva del dret permeté a la seva obra obtenir el major reconeixement, ser la més utilitzada en el Corpus Iuris Civilis de Justinià (una tercera part d'aquest prové de les obres d'Ulpià), convertint-lo en un dels principals informadors del dret romà.